# Germain Derycke
Germain Derycke (2. november 1929 – 13. januar 1978) var en belgisk landevejscykelrytter.